# Зимбабвийский доллар
Зимбабвийский доллар (англ. zimbabwean dollar), или доллар Зимбабве (англ. zimbabwe dollar) — денежная единица государства Зимбабве, заменившая родезийский доллар. Обмен денежных знаков производился в отношении 1:1. Один зимбабвийский доллар формально равен 100 центам.
1 августа 2008 года была проведена деноминация: 1 «новый» доллар был равен 10 000 000 000 предыдущих («вторых») долларов. «Второй доллар» появился 21 августа 2006 года, когда «первый доллар» был обменян на второй по курсу 1000 к одному.
2 февраля 2009 года и третий доллар был деноминирован, по курсу триллион к одному.
12 апреля 2009 года стало известно о запрете оборота монет и банкнот зимбабвийского доллара. Вместо них жители страны стали использовать доллары США, фунты стерлингов Соединённого королевства, а также валюты соседних государств, имеющих более стабильную экономику.
30 июня 2009 года зимбабвийский доллар прекратил своё существование по решению Резервного Банка Зимбабве.
По официальным данным, за год инфляция достигла 231 млн % (на июль 2008). Согласно экономисту Стиву Ханке, в октябре 2008 года цены удваивались каждые 24,7 часа, что соответствует годовой инфляции в 6,5 квинкватригинтиллионов % (то есть 6,5⋅10108 %).
Например, банка пива 4 июля 2008 года в 17:00 по местному времени стоила 100 млрд зимбабвийских долларов, уже через час она стала стоить 150 млрд.
В 2019 году хождение банкнот зимбабвийского доллара возобновилось, на этот раз они уже не подвергались такой сильной инфляции как раньше, но все равно их обесценивание продолжилось.

## Инфляция и валютный курс

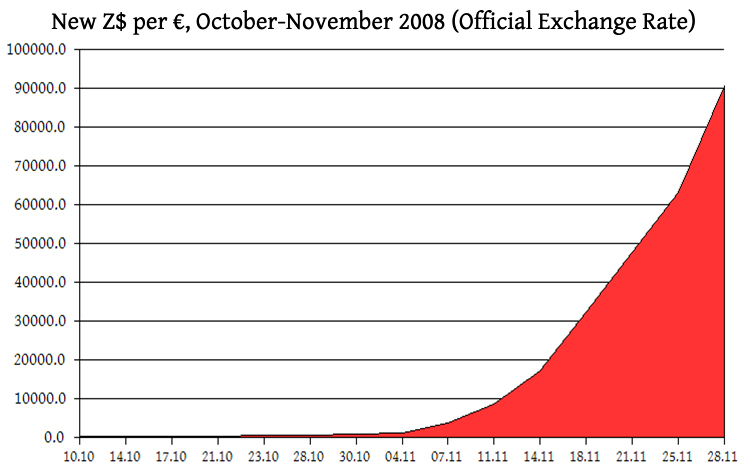
Гиперинфляция в 2008

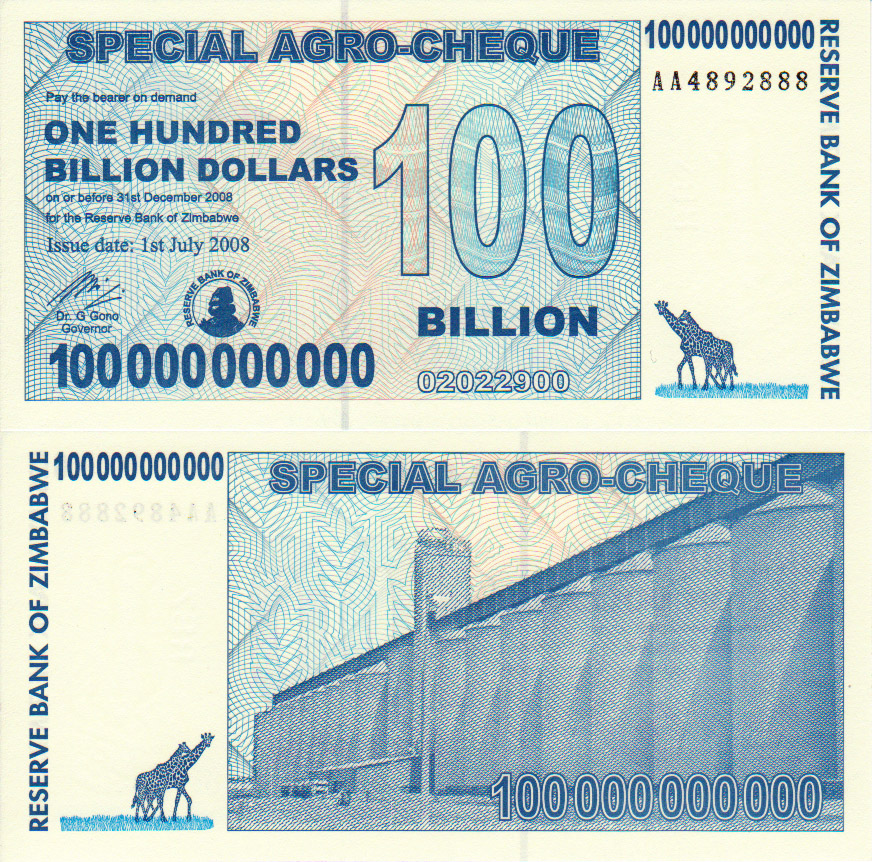
Купюра (чек) номиналом 100 миллиардов долларов

## Первый доллар

### Монеты
Первые монеты номиналом 1, 5, 10, 20, 50 центов и 1 доллар были выпущены в 1980 году. 1-центовая монета была отчеканена из бронзы, а остальные — из медно-никелевого сплава. С 1989 года монеты в 1 цент стали чеканиться из стали, плакированной бронзой. В 1997 году была выпущена монета номиналом 2 доллара. В 2001 году — 5 долларов, а монеты в 10, 20, 50 центов и 1 доллар стали чеканиться из стали с никелевым плакированием.
| Монеты      | Монеты     | Монеты                                         | Монеты       | Монеты       | Монеты    | Монеты | Монеты                                       |
| Изображение | Номинал    | Материал                                       | Диаметр (мм) | Толщина (мм) | Масса (г) | Описание | Годы чеканки                                 |
| ----------- | ---------- | ---------------------------------------------- | ------------ | ------------ | --------- | --- | -------------------------------------------- |
|             | 1 цент     | бронза                                         | 18,45        | 1,45         | 3,10      | Аверс: птица Зимбабве, название государства и год чеканки Реверс: номинал в обрамлении листьев огненной лилии Гурт рубчатый            | 1980 1982 1983 1986 1988                     |
|             | 1 цент     | сталь, плакиров. бронзой                       | 18,45        | 1,50         | 3,00      | Аверс: птица Зимбабве, название государства и год чеканки Реверс: номинал в обрамлении листьев огненной лилии Гурт рубчатый            | 1989—1991 1994 1995 1997 1999                |
|             | 5 центов   | медно-никелевый сплав                          | 17,00        | 1,39         | 2,50      | Аверс: птица Зимбабве, название государства и год чеканки Реверс: номинал, сидящий заяц Гурт гладкий                                   | 1980 1982 1983 1985 1988—1991 1995 1997 1999 |
|             | 10 центов  | медно-никелевый сплав                          | 20,00        | 1,54         | 3,80      | Аверс: птица Зимбабве, название государства и год чеканки Реверс: номинал, баобаб Гурт гладкий                                         | 1980 1983 1987—1991 1994 1997 1999           |
|             | 10 центов  | сталь, плакиров. никелем                       | 20,00        | 1,80         | 3,80      | Аверс: птица Зимбабве, название государства и год чеканки Реверс: номинал, баобаб Гурт гладкий                                         | 2001—2003                                    |
|             | 20 центов  | медно-никелевый сплав                          | 22,00        | 1,50         | 5,50      | Аверс: птица Зимбабве, название государства и год чеканки Реверс: номинал, мост через р. Саве Гурт гладкий                             | 1980 1983 1987—1989 1991 1994 1996 1997      |
|             | 20 центов  | сталь, плакиров. никелем                       | 23,00        | 2,00         | 5,50      | Аверс: птица Зимбабве, название государства и год чеканки Реверс: номинал, мост через р. Саве Гурт гладкий                             | 2001—2003                                    |
|             | 50 центов  | медно-никелевый сплав                          | 25,95        | н/д          | 7,50      | Аверс: птица Зимбабве, название государства и год чеканки Реверс: номинал, балансирующие камни на фоне восходящего солнца Гурт гладкий | 1980 1983 1987—1989 1991 1994 1996 1997      |
|             | 50 центов  | сталь, плакиров. никелем                       | 26,00        | н/д          | 7,50      | Аверс: птица Зимбабве, название государства и год чеканки Реверс: номинал, балансирующие камни на фоне восходящего солнца Гурт гладкий | 2001—2003                                    |
|             | 1 доллар   | медно-никелевый сплав                          | 29,00        | 1,90         | 9,90      | Аверс: птица Зимбабве, название государства и год чеканки Реверс: номинал, руины Большого Зимбабве Гурт гладкий                        | 1980 1993 1997                               |
|             | 1 доллар   | сталь, плакиров. никелем                       | 29,00        | 1,90         | 10,10     | Аверс: птица Зимбабве, название государства и год чеканки Реверс: номинал, руины Большого Зимбабве Гурт гладкий                        | 2001—2003                                    |
|             | 2 доллара  | латунь                                         | 24,00        | 2,60         | 9,50      | Аверс: птица Зимбабве, название государства и год чеканки Реверс: номинал, панголин Гурт рубчатый                                      | 1997                                         |
|             | 2 доллара  | сталь, плакиров. бронзой                       | 24,50        | 2,90         | 9,50      | Аверс: птица Зимбабве, название государства и год чеканки Реверс: номинал, панголин Гурт рубчатый                                      | 2001—2003                                    |
|             | 5 долларов | кольцо: латунь центр: сталь, плакиров. никелем | 27,40        | 2,05         | 9,05      | Аверс: птица Зимбабве, название государства и год чеканки Реверс: номинал, носорог в саванне Гурт рубчатый                             | 2001—2003                                    |

### Банкноты первой серии
В 1981 году, после признания независимости государства, были выпущены первые банкноты — номиналом 1, 5 и 10 долларов (датированные 1980 годом), 20-долларовая банкнота была выпущена позднее, в 1982 году.
Номера банкнот вида XX1234567X расположены на лицевой стороне. Водяной знак — птица Зимбабве. Подписи на банкнотах принадлежат главам Резервного Банка Зимбабве — Десмонду Крогу (выпуски 1980 и 1982 годов), Комбо Мояна (выпуск 1983 года) и Леонарду Тсумба (выпуск 1994 года). На всех банкнотах 1980 года выпуска и части тиража банкнот в 10 долларов 1982 года указано старое название столицы государства — Солсбери.
Главным элементом изображения лицевой стороны банкнот этой серии были балансирующие камни Чиремба — памятник природы, расположенный на окраине Хараре. На оборотной стороне банкнот были изображены достопримечательности и виды Зимбабве.
| Серия 1980—1994 годов                          | Серия 1980—1994 годов | Серия 1980—1994 годов | Серия 1980—1994 годов | Серия 1980—1994 годов | Серия 1980—1994 годов                            | Серия 1980—1994 годов                        | Серия 1980—1994 годов |
| Изображение                                    | Изображение           | Номинал (долларов)    | Размеры (мм)          | Основной цвет         | Описание                                         | Описание                                     | Годы печати           |
| Лицевая сторона                                | Оборотная сторона     | Номинал (долларов)    | Размеры (мм)          | Основной цвет         | Лицевая сторона                                  | Оборотная сторона                            | Годы печати           |
| ---------------------------------------------- | --------------------- | --------------------- | --------------------- | --------------------- | ------------------------------------------------ | -------------------------------------------- | --------------------- |
|                                                |                       | 2                     | 134×69                | синий                 | номинал, балансирующие камни, африканский буйвол | обыкновенная тигровая рыба, дамба Кариба ГЭС | 1980 1983 1994        |
|                                                |                       | 5                     | 140×73                | зелёный               | номинал, балансирующие камни, зебра              | крестьяне на ферме                           | 1980 1982 1983 1994   |
|                                                |                       | 10                    | 146×77                | красный               | номинал, балансирующие камни, чёрная антилопа    | вид Хараре                                   | 1980 1982 1983 1994   |
|                                                |                       | 20                    | 152×81                | серый                 | номинал, балансирующие камни, жираф              | слон, водопад Виктория                       | 1980 1982 1983 1994   |
| Масштаб изображений — 1,0 пикселя на миллиметр |                       |                       |                       |                       |                                                  |                                              |                       |

Банкноты первого выпуска начали исчезать из обращения с 1997 года, а окончательно перестали быть законным платёжным средством 22 августа 2006 года.

### Банкноты второй серии
В 1994 году был разработан новый дизайн банкнот, в котором были применены современные (на то время) средства защиты от подделок. Первыми банкнотами данной серии стали 50 долларов, выпущенные в 1994 году, и 100 долларов, выпущенные в 1995, выпуск которых был обоснован высокой инфляцией, достигшей пика в 41,6 % в 1992 году.
В 1997 году вместо 2-долларовой банкноты стала чеканиться монета аналогичного номинала и были введены банкноты номиналом 5, 10 и 20 долларов. 5 долларов впоследствии были заменены монетой (в 2001 году).
Затем последовал выпуск 500-долларовой банкноты в красно-сером (в 2001 году) и коричневом (в 2003) варианте цветового оформления и 1000-долларовой — в 2003.
На лицевой стороне банкнот, так же, как и у предыдущего выпуска, были изображены балансирующие камни Чиремба, на оборотной — пейзажи Зимбабве. Водяным знаком осталось изображение птицы Зимбабве. Номера вида XX1234567 располагались на лицевой стороне. Подписи на всех банкнотах, кроме 500 долларов 2004 года, подписанных Гидеоном Гоно, принадлежали главе РБЗ Леонарду Тсумбе. На банкнотах появились метки для слабовидящих, видимая под углом аббревиатура RBZ (англ. Reserve Bank of Zimbabwe) и металлизированная полоса (на 500 и 1000 долларах).
| Серия 1994—2004 годов                          | Серия 1994—2004 годов | Серия 1994—2004 годов | Серия 1994—2004 годов | Серия 1994—2004 годов           | Серия 1994—2004 годов                             | Серия 1994—2004 годов                             | Серия 1994—2004 годов |
| Изображение                                    | Изображение           | Номинал (долларов)    | Размеры (мм)          | Основные цвета                  | Описание                                          | Описание                                          | Годы печати           |
| Лицевая сторона                                | Оборотная сторона     | Номинал (долларов)    | Размеры (мм)          | Основные цвета                  | Лицевая сторона                                   | Оборотная сторона                                 | Годы печати           |
| ---------------------------------------------- | --------------------- | --------------------- | --------------------- | ------------------------------- | ------------------------------------------------- | ------------------------------------------------- | --------------------- |
|                                                |                       | 5                     | 139×68                | розовый, коричневый, фиолетовый | номинал, балансирующие камни, большие куду        | террасы на горах, большие куду                    | 1997                  |
|                                                |                       | 10                    | 142×70                | зелёный, коричневый             | номинал, балансирующие камни, чёрные антилопы     | утёсы Чилоджо, чёрные антилопы                    | 1997                  |
|                                                |                       | 20                    | 145×71                | синий                           | номинал, балансирующие камни, африканские буйволы | водопад Виктория, африканские буйволы             | 1997                  |
|                                                |                       | 50                    | 148×75                | оливковый, коричневый           | номинал, балансирующие камни, носороги            | руины Большого Зимбабве, Птица Зимбабве, носороги | 1994                  |
|                                                |                       | 100                   | 151×76                | фиолетовый, коричневый          | номинал, балансирующие камни, слоны               | дамба Кариба ГЭС, слоны                           | 1995                  |
|                                                |                       | 500                   | 154×78                | красный, серый                  | номинал, балансирующие камни, зебры               | ТЭС в Хванге, зебры                               | 2001                  |
|                                                |                       | 500                   | 154×78                | коричневый, зелёный             | номинал, балансирующие камни, зебры               | ТЭС в Хванге, зебры                               | 2001 2004             |
|                                                |                       | 1000                  | 154×78                | фиолетовый, оливковый           | номинал, балансирующие камни, жирафы              | стадо слонов, жирафы                              | 2003                  |
| Масштаб изображений — 1,0 пикселя на миллиметр |                       |                       |                       |                                 |                                                   |                                                   |                       |

5 долларов были выведены из обращения в 2001 году. Все остальные банкноты вследствие гиперинфляции фактически вышли из обращения после 2004 года, хотя продолжали оставаться законным средством платежа до 21 августа 2006.

### Чеки банка Standard Chartered
В связи с нехваткой денежной массы в стране банком Standard Chartered и Cargill Cotton Group был организован выпуск экстренных чеков на предъявителя (англ. emergency bearer cheques). Они были объявлены РБЗ законным средством платежа, действительными в течение полугода со дня выпуска, и стали первыми денежными знаками зимбабвийского доллара, имеющими ограничение по времени использования. Чеки были подписаны финансовым директором компании Присциллой Мутенбва и операционным директором Стивеном Ньютон-Хаусом.
| 5000    | 220×92 | зелёный   | текст, таблица, подписи                               | 1 июня 2003     | 31 декабря 2003 |
| 5000    | 220×92 | голубой   | текст, таблица, подписи                               | 1 сентября 2003 | 31 марта 2004   |
| 10 000  | 220×92 | голубой   | текст, таблица, подписи                               | 1 мая 2003      | 30 ноября 2003  |
| 10 000  | 220×92 | голубой   | текст, таблица, подписи                               | 1 сентября 2003 | 31 марта 2004   |
| 10 000  | 205×92 | голубой   | текст, таблица, подписи, логотип Cargill Cotton Group | 1 апреля 2004   | 31 октября 2004 |
| 20 000  | 205×92 | зелёный   | текст, таблица, подписи, логотип Cargill Cotton Group | 1 апреля 2004   | 31 октября 2004 |
| 50 000  | 205×92 | оранжевый | текст, таблица, подписи, логотип Cargill Cotton Group | 1 апреля 2004   | 31 октября 2004 |
| 100 000 | 205×92 | розовый   | текст, таблица, подписи, логотип Cargill Cotton Group | 1 апреля 2004   | 31 октября 2004 |

### Чеки на предъявителя 2003—2006 года
Серия чеков 2003 года была эмитирована Резервным банком Зимбабве. Чеки на 5, 10 и 20 тысяч долларов были впервые выпущены 15 сентября 2003 года, 50 и 100 тысяч — 1 октября 2005.
Чеки 2003 года были подписаны главой РБЗ Чарлзом Чикаура, 2005 и 2006 года — главой РБЗ Гидеоном Гоно.
| Чеки на предъявителя 2003—2006 года            | Чеки на предъявителя 2003—2006 года | Чеки на предъявителя 2003—2006 года | Чеки на предъявителя 2003—2006 года | Чеки на предъявителя 2003—2006 года | Чеки на предъявителя 2003—2006 года                   | Чеки на предъявителя 2003—2006 года | Чеки на предъявителя 2003—2006 года | Чеки на предъявителя 2003—2006 года                         |
| Изображение                                    | Изображение                         | Номинал (долларов)                  | Размеры (мм)                        | Основные цвета                      | Описание                                              | Описание                            | Даты                                | Даты                                                        |
| Лицевая сторона                                | Оборотная сторона                   | Номинал (долларов)                  | Размеры (мм)                        | Основные цвета                      | Лицевая сторона                                       | Оборотная сторона                   | ввода                               | вывода                                                      |
| ---------------------------------------------- | ----------------------------------- | ----------------------------------- | ----------------------------------- | ----------------------------------- | ----------------------------------------------------- | ----------------------------------- | ----------------------------------- | ----------------------------------------------------------- |
|                                                |                                     | 5000                                | 148×75                              | синий                               | номинал, орнамент, эмблема РБЗ, пояснительные надписи | орнамент                            | 15 сентября 2003 1 декабря 2003     | 31 января 2004 30 июня 2004 31 декабря 2004 31 декабря 2005 |
|                                                |                                     | 10 000                              | 148×75                              | красный                             | номинал, орнамент, эмблема РБЗ, пояснительные надписи | орнамент                            | 15 сентября 2003 1 декабря 2003     | 31 января 2004 30 июня 2004 31 декабря 2004 31 декабря 2005 |
|                                                |                                     | 20 000                              | 147×74                              | коричневый                          | номинал, орнамент, эмблема РБЗ, пояснительные надписи | орнамент                            | 15 сентября 2003 1 декабря 2003     | 31 января 2004 30 июня 2004 31 декабря 2004 31 декабря 2005 |
|                                                |                                     | 50 000                              | 148×74                              | фиолетовый                          | номинал, орнамент, эмблема РБЗ, пояснительные надписи | орнамент, водопад Виктория          | 1 октября 2005 1 февраля 2006       | 21 августа 2006                                             |
|                                                |                                     | 100 000                             | 148×74                              | зелёный                             | номинал, орнамент, эмблема РБЗ, пояснительные надписи | орнамент, водопад Виктория          | 1 октября 2005 1 июня 2006          | 21 августа 2006                                             |
| Масштаб изображений — 1,0 пикселя на миллиметр |                                     |                                     |                                     |                                     |                                                       |                                     |                                     |                                                             |

Несмотря на то, что на чеках в 50 и 100 тысяч долларов был заявлен срок использования до 31 декабря 2006, они перестали быть законным платёжным средством уже 21 августа 2006, вместе с остальными выпусками денежных знаков первого доллара.

## Второй доллар

### Чеки на предъявителя 2006 года
| Чеки на предъявителя 2006 года                 | Чеки на предъявителя 2006 года | Чеки на предъявителя 2006 года | Чеки на предъявителя 2006 года | Чеки на предъявителя 2006 года | Чеки на предъявителя 2006 года | Чеки на предъявителя 2006 года              | Чеки на предъявителя 2006 года | Чеки на предъявителя 2006 года |
| Изображение                                    | Изображение                    | Номинал                        | Размеры (мм)                   | Основные цвета                 | Описание                       | Описание                                    | Даты                           | Даты                           |
| Лицевая сторона                                | Оборотная сторона              | Номинал                        | Размеры (мм)                   | Основные цвета                 | Лицевая сторона                | Оборотная сторона                           | ввода                          | вывода                         |
| ---------------------------------------------- | ------------------------------ | ------------------------------ | ------------------------------ | ------------------------------ | ------------------------------ | ------------------------------------------- | ------------------------------ | ------------------------------ |
|                                                |                                | 1 цент                         | 154×78                         | розовый                        | номинал, пояснительные надписи | номинал                                     | 1 августа 2006                 | 31 июля 2007                   |
|                                                |                                | 5 центов                       | 154×78                         | зелёный                        | номинал, пояснительные надписи | номинал                                     | 1 августа 2006                 | 31 июля 2007                   |
|                                                |                                | 10 центов                      | 154×78                         | коричневый                     | номинал, пояснительные надписи | номинал                                     | 1 августа 2006                 | 31 июля 2007                   |
|                                                |                                | 50 центов                      | 154×78                         | серый                          | номинал, пояснительные надписи | номинал                                     | 1 августа 2006                 | 31 июля 2007                   |
|                                                |                                | 1 доллар                       | 148×74                         | голубой                        | номинал, пояснительные надписи | крестьяне на ферме                          | 1 августа 2006                 | 31 июля 2007                   |
|                                                |                                | 5 долларов                     | 148×74                         | зелёный, коричневый            | номинал, пояснительные надписи | вид на Хараре                               | 1 августа 2006                 | 31 июля 2007                   |
|                                                |                                | 10 долларов                    | 148×74                         | розовый, коричневый            | номинал, пояснительные надписи | крестьяне на ферме                          | 1 августа 2006                 | 31 июля 2007                   |
|                                                |                                | 20 долларов                    | 148×74                         | коричневый                     | номинал, пояснительные надписи | водопад Виктория                            | 1 августа 2006                 | 31 июля 2007                   |
|                                                |                                | 50 долларов                    | 148×74                         | фиолетовый                     | номинал, пояснительные надписи | водопад Виктория                            | 1 августа 2006                 | 31 июля 2007                   |
|                                                |                                | 100 долларов                   | 148×74                         | зелёный                        | номинал, пояснительные надписи | горы                                        | 1 августа 2006                 | 31 июля 2008                   |
|                                                |                                | 500 долларов                   | 148×74                         | оливковый                      | номинал, пояснительные надписи | обыкновенная тигровая рыба дамба Кариба ГЭС | 1 августа 2006                 | 31 июля 2008                   |
|                                                |                                | 1000 долларов                  | 148×74                         | тёмно- коричневый              | номинал, пояснительные надписи | горы                                        | 1 августа 2006                 | 31 июля 2007                   |
|                                                |                                | 10 000 долларов                | 148×74                         | фиолетовый                     | номинал, пояснительные надписи | руины Большого Зимбабве                     | 1 августа 2006                 | 31 июля 2007                   |
|                                                |                                | 100 000 долларов               | 148×74                         | синий                          | номинал, пояснительные надписи | руины Большого Зимбабве                     | 1 августа 2006                 | 31 июля 2007                   |
| Масштаб изображений — 1,0 пикселя на миллиметр |                                |                                |                                |                                |                                |                                             |                                |                                |

### Чеки на предъявителя 2007 года
| Чеки на предъявителя 2007 года                 | Чеки на предъявителя 2007 года | Чеки на предъявителя 2007 года | Чеки на предъявителя 2007 года | Чеки на предъявителя 2007 года | Чеки на предъявителя 2007 года | Чеки на предъявителя 2007 года   | Чеки на предъявителя 2007 года | Чеки на предъявителя 2007 года |
| Изображение                                    | Изображение                    | Номинал (долларов)             | Размеры (мм)                   | Основные цвета                 | Описание                       | Описание                         | Даты                           | Даты                           |
| Лицевая сторона                                | Оборотная сторона              | Номинал (долларов)             | Размеры (мм)                   | Основные цвета                 | Лицевая сторона                | Оборотная сторона                | ввода                          | вывода                         |
| ---------------------------------------------- | ------------------------------ | ------------------------------ | ------------------------------ | ------------------------------ | ------------------------------ | -------------------------------- | ------------------------------ | ------------------------------ |
|                                                |                                | 5000                           | 148×74                         | синий                          | номинал, пояснительные надписи | дамба Кариба ГЭС                 | 1 марта 2007                   | 31 июля 2008                   |
|                                                |                                | 50 000                         | 148×74                         | красный                        | номинал, пояснительные надписи | слон, водопад Виктория           | 1 марта 2007                   | 31 июля 2008                   |
|                                                |                                | 200 000                        | 148×74                         | коричневый                     | номинал, пояснительные надписи | тепловая электростанция в Хванге | 1 августа 2007                 | 31 декабря 2008                |
|                                                |                                | 250 000                        | 148×74                         | оливковый                      | номинал, пояснительные надписи | руины Большого Зимбабве          | 20 декабря 2007                | 30 июня 2008                   |
|                                                |                                | 500 000                        | 148×74                         | зелёный                        | номинал, пояснительные надписи | стадо слонов                     | 20 декабря 2007                | 30 июня 2008                   |
|                                                |                                | 750 000                        | 154×78                         | фиолетовый                     | номинал, пояснительные надписи | слон, водопад Виктория           | 31 декабря 2007                | 30 июня 2008                   |
| Масштаб изображений — 1,0 пикселя на миллиметр |                                |                                |                                |                                |                                |                                  |                                |                                |

### Чеки на предъявителя 2008 года
| Чеки на предъявителя 2008 года                 | Чеки на предъявителя 2008 года | Чеки на предъявителя 2008 года | Чеки на предъявителя 2008 года | Чеки на предъявителя 2008 года | Чеки на предъявителя 2008 года | Чеки на предъявителя 2008 года               | Чеки на предъявителя 2008 года | Чеки на предъявителя 2008 года |
| Изображение                                    | Изображение                    | Номинал (долларов)             | Размеры (мм)                   | Основные цвета                 | Описание                       | Описание                                     | Даты                           | Даты                           |
| Лицевая сторона                                | Оборотная сторона              | Номинал (долларов)             | Размеры (мм)                   | Основные цвета                 | Лицевая сторона                | Оборотная сторона                            | ввода                          | вывода                         |
| ---------------------------------------------- | ------------------------------ | ------------------------------ | ------------------------------ | ------------------------------ | ------------------------------ | -------------------------------------------- | ------------------------------ | ------------------------------ |
|                                                |                                | 1 млн                          | 148×74                         | коричневый                     | номинал, пояснительные надписи | крестьяне на ферме                           | 18 января 2008                 | 30 июня 2008                   |
|                                                |                                | 5 млн                          | 148×74                         | синий                          | номинал, пояснительные надписи | горы                                         | 18 января 2008                 | 30 июня 2008                   |
|                                                |                                | 10 млн                         | 148×74                         | красный                        | номинал, пояснительные надписи | обыкновенная тигровая рыба, дамба Кариба ГЭС | 18 января 2008                 | 30 июня 2008                   |
|                                                |                                | 25 млн                         | 154×78                         | серо-зелёный                   | номинал, пояснительные надписи | вид Хараре                                   | 4 апреля 2008                  | 30 июня 2008                   |
|                                                |                                | 50 млн                         | 148×74                         | фиолетовый                     | номинал, пояснительные надписи | стадо слонов                                 | 4 апреля 2008                  | 30 июня 2008                   |
|                                                |                                | 100 млн                        | 148×74                         | зелёный                        | номинал, пояснительные надписи | крестьяне на ферме                           | 6 мая 2008                     | 31 декабря 2008                |
|                                                |                                | 250 млн                        | 148×74                         | синий                          | номинал, пояснительные надписи | слон, водопад Виктория                       | 6 мая 2008                     | 31 декабря 2008                |
|                                                |                                | 500 млн                        | 148×74                         | красный                        | номинал, пояснительные надписи | обыкновенная тигровая рыба, дамба Кариба ГЭС | 15 мая 2008                    | 31 декабря 2008                |
| Масштаб изображений — 1,0 пикселя на миллиметр |                                |                                |                                |                                |                                |                                              |                                |                                |

### Агрочеки 2008 года
С 15 мая по 31 июля 2008 года Резервным банком были выпущены специальные купюры (SPECIAL AGRO (AGRICULTURAL) CHEQUES), которые принимались к оплате до января 2009 года.
| Агрочеки 2008 года                             | Агрочеки 2008 года | Агрочеки 2008 года | Агрочеки 2008 года | Агрочеки 2008 года | Агрочеки 2008 года                                 | Агрочеки 2008 года | Агрочеки 2008 года | Агрочеки 2008 года |
| Изображение                                    | Изображение        | Номинал (долларов) | Размеры (мм)       | Основные цвета     | Описание                                           | Описание           | Даты               | Даты               |
| Лицевая сторона                                | Оборотная сторона  | Номинал (долларов) | Размеры (мм)       | Основные цвета     | Лицевая сторона                                    | Оборотная сторона  | ввода              | вывода             |
| ---------------------------------------------- | ------------------ | ------------------ | ------------------ | ------------------ | -------------------------------------------------- | ------------------ | ------------------ | ------------------ |
|                                                |                    | 5 млрд             | 148×74             | фиолетовый         | номинал, жираф, пояснительные надписи, эмблема РБЗ | силосы, жираф      | 15 мая 2008        | 31 декабря 2008    |
|                                                |                    | 25 млрд            | 154×78             | зелёный            | номинал, жираф, пояснительные надписи, эмблема РБЗ | силосы, жираф      | 15 мая 2008        | 31 декабря 2008    |
|                                                |                    | 50 млрд            | 148×74             | коричневый         | номинал, жираф, пояснительные надписи, эмблема РБЗ | силосы, жираф      | 15 мая 2008        | 31 декабря 2008    |
|                                                |                    | 100 млрд           | 148×74             | синий              | номинал, жираф, пояснительные надписи, эмблема РБЗ | силосы, жираф      | 1 июля 2008        | 31 декабря 2008    |
| Масштаб изображений — 1,0 пикселя на миллиметр |                    |                    |                    |                    |                                                    |                    |                    |                    |

## Третий доллар

### Монеты
Резервный банк Зимбабве в июне 2005 года планировал выпустить монеты номиналом 5 и 10 тысяч долларов, однакого этого не произошло.
Все ранее выпущенные монеты были заново введены обращение вместе с банкнотами третьего выпуска в августе 2008 года; их стоимость фактически была увеличена в 10 трлн раз. Тогда же были выпущены и монеты номиналом 10 и 25 долларов, отчеканенные ещё в 2003 году.
| Монеты      | Монеты      | Монеты                   | Монеты       | Монеты       | Монеты    | Монеты | Монеты       |
| Изображение | Номинал     | Материал                 | Диаметр (мм) | Толщина (мм) | Масса (г) | Описание | Годы чеканки |
| ----------- | ----------- | ------------------------ | ------------ | ------------ | --------- | --- | ------------ |
|             | 10 долларов | сталь, плакиров. никелем | 21,50        | 2,16         | 5,2       | Аверс: птица Зимбабве, название государства и год чеканки Реверс: номинал, название государства, голова буйвола Гурт рубчатый                       | 2003         |
|             | 25 долларов | сталь, плакиров. никелем | 24,00        | 2,35         | 7,35      | Аверс: птица Зимбабве, название государства и год чеканки Реверс: номинал, название государства, монумент из Акра национальных героев Гурт рубчатый | 2003         |

### Банкноты
| Серия 2007—2008 года                           | Серия 2007—2008 года | Серия 2007—2008 года | Серия 2007—2008 года | Серия 2007—2008 года | Серия 2007—2008 года              | Серия 2007—2008 года                                                        | Серия 2007—2008 года | Серия 2007—2008 года |
| Изображение                                    | Изображение          | Номинал (долларов)   | Размеры (мм)         | Основные цвета       | Описание                          | Описание                                                                    | Даты                 | Даты                 |
| Лицевая сторона                                | Оборотная сторона    | Номинал (долларов)   | Размеры (мм)         | Основные цвета       | Лицевая сторона                   | Оборотная сторона                                                           | ввода                | вывода               |
| ---------------------------------------------- | -------------------- | -------------------- | -------------------- | -------------------- | --------------------------------- | --------------------------------------------------------------------------- | -------------------- | -------------------- |
|                                                |                      | 1                    | 134×68               | фиолетовый, серый    | номинал, священный камень Матапос | водопад Виктория, африканский буйвол                                        | 1 августа 2008       | 31 декабря 2008      |
|                                                |                      | 5                    | 140×68               | коричневый, зелёный  | номинал, священный камень Матапос | дамба Кариба ГЭС, слон                                                      | 1 августа 2008       | 31 декабря 2008      |
|                                                |                      | 10                   | 142×70               | зелёный              | номинал, священный камень Матапос | трактор в поле, силосы                                                      | 1 августа 2008       | 31 декабря 2008      |
|                                                |                      | 20                   | 146×72               | красный              | номинал, священный камень Матапос | куча зерна, шахтёр                                                          | 1 августа 2008       | 31 декабря 2008      |
|                                                |                      | 100                  | 149×73               | синий                | номинал, священный камень Матапос | заросли Алоэ высочайшего, руины Большого Зимбабве                           | 1 августа 2008       | 31 декабря 2008      |
|                                                |                      | 500                  | 150×75               | фиолетовый           | номинал, священный камень Матапос | молочная ферма, коровы                                                      | 1 августа 2008       | 31 декабря 2008      |
|                                                |                      | 1000                 | 153×76               | оранжевый            | номинал, священный камень Матапос | здания парламента и кафедрального собора Св. Марии, здание РБЗ              | 17 сентября 2008     | 31 декабря 2008      |
|                                                |                      | 10 000               | 153×76               | коричневый           | номинал, священный камень Матапос | уборочный комбайн, трактор в поле                                           | 29 сентября 2008     | 12 апреля 2009       |
|                                                |                      | 20 000               | 148×74               | коричневый           | номинал, священный камень Матапос | водопад Виктория, дамба Кариба ГЭС                                          | 29 сентября 2008     | 12 апреля 2009       |
|                                                |                      | 50 000               | 148×74               | зелёный              | номинал, священный камень Матапос | трактор в поле, шахтёр                                                      | 13 октября 2008      | 12 апреля 2009       |
|                                                |                      | 100 000              | 148×74               | синий                | номинал, священный камень Матапос | африканский буйвол, слон                                                    | 5 ноября 2008        | 12 апреля 2009       |
|                                                |                      | 500 000              | 148×74               | оливковый            | номинал, священный камень Матапос | заросли Алоэ высочайшего, молочная ферма                                    | 5 ноября 2008        | 12 апреля 2009       |
|                                                |                      | 1 млн                | 153×76               | синий, зелёный       | номинал, священный камень Матапос | руины Большого Зимбабве, коровы                                             | 5 ноября 2008        | 12 апреля 2009       |
|                                                |                      | 10 млн               | 148×74               | синий                | номинал, священный камень Матапос | здания парламента и кафедрального собора Св. Марии, руины Большого Зимбабве | 4 декабря 2008       | 12 апреля 2009       |
|                                                |                      | 50 млн               | 148×74               | зелёный              | номинал, священный камень Матапос | африканский буйвол, руины Большого Зимбабве                                 | 4 декабря 2008       | 12 апреля 2009       |
|                                                |                      | 100 млн              | 148×74               | красный, зелёный     | номинал, священный камень Матапос | куча зерна, силосы                                                          | 4 декабря 2008       | 12 апреля 2009       |
|                                                |                      | 200 млн              | 148×74               | коричневый, зелёный  | номинал, священный камень Матапос | здания парламента и кафедрального собора Св. Марии, Акр национальных героев | 12 декабря 2008      | 12 апреля 2009       |
|                                                |                      | 500 млн              | 148×74               | фиолетовый           | номинал, священный камень Матапос | молочная ферма, шахтёр                                                      | 12 декабря 2008      | 12 апреля 2009       |
|                                                |                      | 1 млрд               | 148×74               | зелёный              | номинал, священный камень Матапос | заросли Алоэ высочайшего, слон                                              | 19 декабря 2008      | 12 апреля 2009       |
|                                                |                      | 5 млрд               | 148×74               | розовый, коричневый  | номинал, священный камень Матапос | трактор в поле, молочная ферма                                              | 19 декабря 2008      | 12 апреля 2009       |
|                                                |                      | 10 млрд              | 148×74               | синий                | номинал, священный камень Матапос | плотина Кариба ГЭС, шахтёр                                                  | 19 декабря 2008      | 12 апреля 2009       |
|                                                |                      | 20 млрд              | 148×74               | оливковый, оранжевый | номинал, священный камень Матапос | руины Большого Зимбабве, заросли Алоэ высочайшего                           | 12 января 2009       | 12 апреля 2009       |
|                                                |                      | 50 млрд              | 148×74               | оранжевый            | номинал, священный камень Матапос | руины Большого Зимбабве, здание РБЗ                                         | 12 января 2009       | 12 апреля 2009       |
|                                                |                      | 10 трлн              | 148×74               | зелёный              | номинал, священный камень Матапос | руины Большого Зимбабве, здание РБЗ                                         | 16 января 2009       | 12 апреля 2009       |
|                                                |                      | 20 трлн              | 148×74               | красный              | номинал, священный камень Матапос | шахтёр, силосы                                                              | 16 января 2009       | 12 апреля 2009       |
|                                                |                      | 50 трлн              | 148×74               | зелёный              | номинал, священный камень Матапос | плотина Кариба ГЭС, слон                                                    | 16 января 2009       | 12 апреля 2009       |
|                                                |                      | 100 трлн             | 148×74               | синий                | номинал, священный камень Матапос | водопад Виктория, африканский буйвол                                        | 16 января 2009       | 12 апреля 2009       |
| Масштаб изображений — 1,0 пикселя на миллиметр |                      |                      |                      |                      |                                   |                                                                             |                      |                      |

## Четвёртый доллар
Несмотря на попытки правительства обуздать инфляцию законодательными мерами и тремя последовательными деноминациями в 2006, 2008 и 2009 годах соответственно, обращение доллара Зимбабве было прекращено 12 апреля 2009 года. В январе 2009 года Резервный банк Зимбабве легализовал использование в обращении иностранных валют. Банкноты зимбабвийского доллара формально оставались законным платёжным средством до 30 июня 2009 года.

### Банкноты
| Серия 2009 года                                | Серия 2009 года   | Серия 2009 года    | Серия 2009 года | Серия 2009 года     | Серия 2009 года              | Серия 2009 года                                | Серия 2009 года | Серия 2009 года |
| Изображение                                    | Изображение       | Номинал (долларов) | Размеры (мм)    | Основные цвета      | Описание                     | Описание                                       | Даты            | Даты            |
| Лицевая сторона                                | Оборотная сторона | Номинал (долларов) | Размеры (мм)    | Основные цвета      | Лицевая сторона              | Оборотная сторона                              | ввода           | вывода          |
| ---------------------------------------------- | ----------------- | ------------------ | --------------- | ------------------- | ---------------------------- | ---------------------------------------------- | --------------- | --------------- |
|                                                |                   | 1                  | 148×74          | синий, голубой      | номинал, балансирующие скалы | крестьяне на ферме                             | 2 февраля 2009  | 12 апреля 2009  |
|                                                |                   | 5                  | 148×74          | зелёный, оранжевый  | номинал, балансирующие скалы | обыкновенная тигровая рыба, плотина Кариба ГЭС | 2 февраля 2009  | 12 апреля 2009  |
|                                                |                   | 10                 | 148×74          | розовый             | номинал, балансирующие скалы | руины Большого Зимбабве                        | 2 февраля 2009  | 12 апреля 2009  |
|                                                |                   | 20                 | 148×74          | фиолетовый, голубой | номинал, балансирующие скалы | тепловая электростанция в Хванге               | 2 февраля 2009  | 12 апреля 2009  |
|                                                |                   | 50                 | 148×74          | фиолетовый          | номинал, балансирующие скалы | тепловая электростанция в Хванге               | 2 февраля 2009  | 12 апреля 2009  |
|                                                |                   | 100                | 148×74          | коричневый          | номинал, балансирующие скалы | вид Хараре                                     | 2 февраля 2009  | 12 апреля 2009  |
|                                                |                   | 500                | 148×74          | ярко- зелёный       | номинал, балансирующие скалы | стадо слонов                                   | 2 февраля 2009  | 12 апреля 2009  |
| Масштаб изображений — 1,0 пикселя на миллиметр |                   |                    |                 |                     |                              |                                                |                 |                 |

## Изъятие из обращения
12 апреля 2009 года стало известно о запрете оборота доллара Зимбабве. Вместо него жители страны стали использовать доллары США, фунты стерлингов Соединённого королевства, а также валюты соседних государств, имеющих более стабильную экономику.
30 июня 2009 года использование зимбабвийского доллара прекращено.
С 2009 года и по настоящее время (август 2016 года) в денежном обращении Зимбабве используется иностранная валюта, в основном: доллар США, евро, фунт стерлингов, южноафриканский рэнд и ботсванская пула. Курсы иностранных валют на сайте Резервного банка Зимбабве указываются к доллару США, в долларах США указываются также различные показатели в публикуемой банком информации. Однако в соответствии с Законом о Резервном банке доллар Зимбабве по-прежнему является денежной единицей страны, а Резервный банк обладает монополией на выпуск банкнот и монет, являющихся законным платёжным средством.
6 августа 2013 года Резервный банк Зимбабве выпустил сообщение для прессы, в котором сообщалось, что в ближайшее время в Зимбабве будет продолжать существовать многовалютная система, возобновление выпуска доллара Зимбабве или иной новой валюты не планируется.
11 июня 2015 года Резервный банк объявил об окончательной демонетизации доллара Зимбабве. Суммы на банковских счетах в долларах Зимбабве по состоянию на 31 декабря 2008 года конвертированы в доллары США в следующем отношении:
- счета на сумму до 175 квадриллионов долларов Зимбабве = 5 долларов США;
- счета на сумму более 175 квадриллионов долларов Зимбабве — из расчёта 35 квадриллионов долларов Зимбабве = 1 доллар США.

Банкноты в долларах Зимбабве обменивались на доллары США всеми банками, строительными обществами и почтовыми отделениями в период с 15 июня по 30 сентября 2015 года в следующем отношении:
- банкноты образца 2008 года — 250 триллионов:1;
- банкноты образца 2009 года — 250:1.

К обмену принимались банкноты на сумму, эквивалентную от 1 цента до 50 долларов США. Суммы, превышающие 50 долларов, обменивались только через банковские счета. Банкноты, не предъявленные к обмену до 30 сентября 2015 года, аннулируются.

## Возвращение Зимбабвийского доллара
2 декабря 2014 года Резервный банк объявил о выпуске в обращение обязательств банка в виде монет (англ. bond coins). Монеты в 1, 5, 10 и 25 центов выпущены 18 декабря того же года, а монета в 50 центов — в марте 2015-го. По заявлению банка, выпуск этих монет был вызван недостатком разменной монеты в обращении и не является шагом к возобновлению выпуска доллара Зимбабве. Монеты используются в обращении наравне с монетами США и без ограничений обмениваются банками на банкноты в долларах США. 28 ноября 2016 года в обращения была введена монета номиналом в 1 доллар.
4 мая 2016 года Резервный банк объявил о намерении выпустить обязательства в виде банкнот (англ. Zimbabwe Bond Notes) номиналом в 2, 5, 10 и 20 долларов. Необходимость выпуска обязательств вызвана нехваткой наличной валюты в обращении. В сообщении банка отмечается, что доллар США практически вытеснил из обращения другие валюты, используемые в рамках мультивалютной системы (рэнд, евро, фунт стерлингов, юань, пулу, австралийский доллар, индийскую рупию, иену). С 2009 года доля доллара США в денежном обращении увеличилась с 49 % до 95 %, а доля рэнда уменьшилась с 49 % до 5 %.
28 ноября 2016 банкноты номиналом в 2 и 5 долларов были снова выпущены в обращение.
Резервным банком были установлены ограничения на снятие сумм в долларах, евро и рэндах наличными, а также на вывоз из страны долларов, евро и рэндов. Банк также принял меры по более широкому использованию иных, кроме доллара, валют. В частности, банк установил нормативы сдачи части валютной выручки в рэндах и евро, а также призвал продавцов указывать цены на товары и услуги не только в долларах, но и в рэндах.
С 2019 года хождение доллара Зимбабве было полностью восстановлено. Новый доллар имел другой дизайн и поначалу был довольно стабилен, но со временем его обесценивание возобновилось.

### Монеты
| Монеты 2014—2018 годов | Монеты 2014—2018 годов | Монеты 2014—2018 годов                                                | Монеты 2014—2018 годов | Монеты 2014—2018 годов | Монеты 2014—2018 годов | Монеты 2014—2018 годов                                                | Монеты 2014—2018 годов |
| Изображение            | Номинал                | Материал                                                              | Диаметр (мм)           | Толщина (мм)           | Масса (г)              | Описание                                                              | Годы чеканки           |
| ---------------------- | ---------------------- | --------------------------------------------------------------------- | ---------------------- | ---------------------- | ---------------------- | --------------------------------------------------------------------- | ---------------------- |
|                        | 1 цент                 | Сталь с медным покрытием                                              | 17                     | 1.7                    | 2.45                   | Аверс: номинал Реверс: год чеканки Гурт гладкий                       | 2014                   |
|                        | 5 центов               | Сталь с латунным покрытием                                            | 18                     | 1.85                   | 2.85                   | Аверс: номинал Реверс: год чеканки Гурт гладкий                       | 2014                   |
|                        | 10 центов              | Сталь с латунным покрытием                                            | 20                     | 2                      | 3.8                    | Аверс: номинал Реверс: год чеканки Гурт рубчатый                      | 2014                   |
|                        | 25 центов              | Сталь с никелевым покрытием                                           | 23                     | 1.9                    | 4.8                    | Аверс: номинал Реверс: год чеканки Гурт рубчатый                      | 2014                   |
|                        | 50 центов              | Сталь с никелевым покрытием                                           | 25                     | 2                      | 6                      | Аверс: номинал Реверс: год чеканки Гурт рубчатый с гладкими участками | 2014 2017              |
|                        | 1 доллар               | Би-металл: центр — сталь с никелевым покрытием, кольцо — латунь       | 28                     | 2                      | 9                      | Аверс: номинал Реверс: год чеканки Гурт рубчатый                      | 2016 2017              |
|                        | 2 доллара              | Би-металл: центр — алюминиевая бронза, кольцо — медно-никелевый сплав | 28                     | 2                      | 9                      | Аверс: номинал Реверс: год чеканки Гурт рубчатый                      | 2018                   |

### Банкноты
| Серия 2016—2020 годов                          | Серия 2016—2020 годов | Серия 2016—2020 годов | Серия 2016—2020 годов | Серия 2016—2020 годов | Серия 2016—2020 годов       | Серия 2016—2020 годов                                                             | Серия 2016—2020 годов | Серия 2016—2020 годов | Серия 2016—2020 годов |
| Изображение                                    | Изображение           | Номинал (долларов)    | Размеры (мм)          | Основной цвет         | Описание                    | Описание                                                                          | Годы печати           | Годы выпуска          | Годы изъятия          |
| Лицевая сторона                                | Оборотная сторона     | Номинал (долларов)    | Размеры (мм)          | Основной цвет         | Лицевая сторона             | Оборотная сторона                                                                 | Годы печати           | Годы выпуска          | Годы изъятия          |
| ---------------------------------------------- | --------------------- | --------------------- | --------------------- | --------------------- | --------------------------- | --------------------------------------------------------------------------------- | --------------------- | --------------------- | --------------------- |
|                                                |                       | 2                     | 155×62                | зелёный               | Балансирующие камни Чиремба | Здание Парламента, памятник факелу                                                | 2016                  | 28 ноября 2016        | 11 ноября 2019        |
|                                                |                       | 2                     | 155×62                | зелёный               | Балансирующие камни Чиремба | Здание Парламента, памятник факелу                                                | 2019                  | 11 ноября 2019        | 30 апреля 2024        |
|                                                |                       | 5                     | 155×62                | фиолетовый            | Балансирующие камни Чиремба | Жирафы и пальмы                                                                   | 2016                  | 28 ноября 2016        | 11 ноября 2019        |
|                                                |                       | 5                     | 155×62                | фиолетовый            | Балансирующие камни Чиремба | Жирафы и пальмы                                                                   | 2019                  | 11 ноября 2019        | 30 апреля 2024        |
|                                                |                       | 10                    | 155×62                | красный               | Балансирующие камни Чиремба | Здание Резервного банка Зимбабве, буйвол                                          | 2020                  | 19 мая 2020           | 30 апреля 2024        |
|                                                |                       | 20                    | 155×62                | синий                 | Балансирующие камни Чиремба | Слон, водопад Виктория                                                            | 2020                  | 1 июня 2020           | 30 апреля 2024        |
|                                                |                       | 50                    | 155×62                | коричневый            | Балансирующие камни Чиремба | Могила неизвестного солдата в Акре национальных героев, Неханда Чарве Ньякасикана | 2020                  | 6 июля 2021           | 30 апреля 2024        |
|                                                |                       | 100                   | 155×62                | жёлтый                | Балансирующие камни Чиремба | Баобаб, Большой Зимбабве                                                          | 2020                  | 5 апреля 2022         | 30 апреля 2024        |
| Масштаб изображений — 1,0 пикселя на миллиметр |                       |                       |                       |                       |                             |                                                                                   |                       |                       |                       |

## Зимбабвийское золото (ZiG)
5 апреля 2024 года власти Зимбабве вместо обесцененного зимбабвийского доллара ввели новую валюту — зимбабвийский золотой или зимбабвийское золото (сокращенно — ЗиГ, от англ. ZiG — Zimbabwe Gold). Валюта обеспечена золотом и корзиной иностранных валют. Всем банкам и финансовым учреждениям Зимбабве было предписано перевести все остатки, обязательства и счета в новые деньги. Глава центрального банка страны пообещал, что гиперинфляции больше не будет. Курс пересчета долларов в «зимбабвийское золото» составил — 2498,7242 долларов за 1 ЗиГ.

## Награды
- В 2009 году Гидеон Гоно, директор Резервного банка Зимбабве, получил Шнобелевскую премию[30] по математике: в условиях галопирующей гиперинфляции он вынудил всё население своей страны изучить математику путём выпуска купюр номиналами от 1 цента вплоть до 100 триллионов зимбабвийских долларов.

## Интересные факты
- Шнобелевские премии вручаются в зимбабвийских долларах.